# Laochang (socken i Kina, Yunnan)
Laochang är en socken i Kina. Den ligger i provinsen Yunnan, i den sydvästra delen av landet, omkring 180 kilometer norr om provinshuvudstaden Kunming.
Genomsnittlig årsnederbörd är 898 millimeter. Den regnigaste månaden är juli, med i genomsnitt 197 mm nederbörd, och den torraste är januari, med 6 mm nederbörd.